# Jessy Marijn
Jessy Marijn, pseudoniem van  Josine Maria Margareta Ghekiere (Roeselare, 21 januari 1930), is een Vlaams jeugdschrijfster.

## Levensloop
Ze is de tweede dochter van de arts Achiel Ghekiere. Haar moeder, de Nederlandse Neeltje Johanna Passenier, was verpleegkundige. Na lager onderwijs in Roeselare, volgde ze oude humaniora in Roeselare, Gent en Tielt. Aan de Katholieke Universiteit Leuven studeerde ze (kinder)psychologie. 
Haar interesse voor jeugdpsychologie bracht er haar toe te werken met moeilijk opvoedbare en verwaarloosde kinderen: in een PMS-observatiecentrum (Brugge), een consultatiecentrum voor moeilijke kinderen (Kortrijk) en een instelling voor verwaarloosde kinderen (Rumbeke). Ze gaf ook enkele jaren les in een instituut voor maatschappelijke werkers. 
Jessy Marijn trouwde met Guido Declercq die, naast vele andere activiteiten, algemeen beheerder werd van de KU Leuven. Ze kregen zes kinderen.

## Publicaties
- Het begon met een muts, Antwerpen, Standaard Uitgeverij & Utrecht, Het Karveel, 1967.
- Pim droomt, Antwerpen, Standaard Uitgeverij & Hoorn, Kinheim, 1972.
- Rakhi en Sebastian : jeugd uit Bengalen op de vlucht, Tielt, Lannoo, 1973, ISBN 90-209-1030-2.
- De weg liep over de bergen: Marcus Faustus, een jonge Romein, Tielt, Lannoo, 1976, ISBN 90-209-1727-7.
- Vogels voor de kat : een roman over kinderarbeid, Tielt, Lannoo, 1981, ISBN 9789020909562.
- Zand in de ogen, Tielt, Lannoo, 1986, ISBN 90-209-1357-3.
- Het verbroken zegel, Tielt, Lannoo, 1991, ISBN 90-209-1883-4.
- De vluchteling, Tielt, Lannoo, 1995, ISBN 90-209-2631-4.
- Airport news, in: Van alle stijlen thuis, Antwerpen, Facet, 1997, ISBN 90-5016-241-X.
- Het schrijn, in: Het Vlaams sprookjesboek : de mooiste legenden, verhalen en sprookjes opnieuw verteld door Vlaamse auteurs, Tielt, Lannoo, 1999, ISBN 90-209-3964-5.
- De geest van het Vaglimeer, Tielt, Lannoo, 1999.
- Keerpunten, Wielsbeke, De Eenhoorn, 2003, ISBN 90-5838-210-9.
- Kindsoldaten, Wielsbeke, De Eenhoorn, 2003, ISBN 90-5838-210-9.
- Hina Matsuri (Oud Japans gebruik), Wielsbeke, De Eenhoorn, 2003, ISBN 90-5838-210-9.
- De modderramp, Wielsbeke, De Eenhoorn, 2003, ISBN 90-5838-210-9.
- De brief in de fles, Wielsbeke, De Eenhoorn, 2003, ISBN 90-5838-210-9.
- De veerpont, Wielsbeke, De Eenhoorn, 2003, ISBN 90-5838-210-9.
- Onder de vrachtauto, Wielsbeke, De Eenhoorn, 2003, ISBN 90-5838-210-9.
- Op de vlucht, Wielsbeke, De Eenhoorn, 2005, ISBN 90-5838-296-6.